# خطوط فيرجن أتلانتيك الجوية
خطوط فيرجن أتلانتيك الجوية (بالإنجليزية: Virgin Atlantic Airways) هي شركة طيران بريطانية خاصة، تسير رحلاتها بين المملكة المتحدة وأمريكا الشمالية، آسيا، أفريقيا، أوروبا، منطقة البحر الكاريبي. يمتلك مجموعة فيرجن كل من السير/ ريتشارد برانسون بنسبة 51% من رأس مال الشركة، فيما تمتلك الخطوط الجوية السنغافورية نسبة 49% الباقية، وتتخذ الشركة من مطار لندن هيثرو مقراً لها ومركزاً لعملياتها، بالإضافة إلى مقرها الثاني في مطار مانشيستر.

## اتجاه الأعمال
الاتجاهات الرئيسية لشركة فيرجن أتلانتيك موضحة أدناه (من 2014 فصاعدًا، الأرقام للسنة المنتهية في ديسمبر؛ الأرقام السابقة للسنة المنتهية في فبراير، باستثناء عمليات فيرجن نيجيريا 2005-2008):
|                                   | 2007        | 2008        | 2009        | 2010        | 2011        | 2012                    | 2013         | 2014          | 2015   | 2016   | 2017   | 2018   | 2019   | 2020          | 2021          |
| --------------------------------- | ----------- | ----------- | ----------- | ----------- | ----------- | ----------------------- | ------------ | ------------- | ------ | ------ | ------ | ------ | ------ | ------------- | ------------- |
| حجم الأعمال (مليون جنيه إسترليني) | 1,630       | 2,337       | 2,579       | 2,357       | 2,700       | 2,740                   | 2,870        | 2,828         | 2,782  | 2,689  | 2,664  | 2,781  | 2,927  | 868           | 928           |
| صافي الربح (مليون جنيه إسترليني)  |             |             |             |             |             |                         |              |               | 80.1   | 187.3  | −65.6  | −38.4  | −54.7  | −864.1        | -486          |
| عدد الموظفين (متوسط شهري)         |             |             |             |             |             | c.9,000                 | 9,580        | 9,231         | 9,005  | 8,875  | 8,303  | 8,571  | 10,051 | 7,437         | 6,500         |
| إجمالي الرحلات                    | 21,344      | 22,149      | 20,735      | 19,484      | 20,519      | 21,033                  | 28,373       | 29,710        | 27,147 | 21,883 |        |        |        | 6 673         | 7 966         |
| عدد الركاب (مليون)                | 5.7         | 5.8         | 5.5         | 5.5         | 5.3         | 5.4                     | 5.5          | 6.1           | 5.7    | 5.4    | 5.3    | 5.4    | 5.9    | 1.2           | 1.1           |
| عدد الطائرات (في نهاية العام)     |             |             |             |             |             | 40                      | 40           | 39            | 40     | 39     | 39     | 46     | 45     | 37            |               |
| مراجع                             | [ 4 ] [ 5 ] | [ 4 ] [ 5 ] | [ 4 ] [ 5 ] | [ 4 ] [ 5 ] | [ 4 ] [ 5 ] | [ 5 ] [ 6 ] [ 7 ] [ 8 ] | [ 9 ] [ 10 ] | [ 11 ] [ 12 ] | [ 13 ] | [ 14 ] | [ 15 ] | [ 16 ] | [ 17 ] | [ 18 ] [ 19 ] | [ 20 ] [ 21 ] |

## الوجهات

### اتفاقية الرمز المشترك
لدى فيررجن أتلانتيك اتفاقية الرمز المشترك مع الشركات التالية:
- طيران المكسيك
- الخطوط الجوية الفرنسية (Joint Venture Partner)
- طيران نيوزيلندا
- خطوط دلتا الجوية (Joint Venture Partner)
- خطوط إنديقو[23]
- الخطوط الجوية الملكية الهولندية (Joint Venture Partner)
- كوريا للطيران[24]
- مجموعة خطوط لاتام الجوية
- طيران الشرق الأوسط
- الخطوط الجوية السنغافورية
- خطوط فيرجن أستراليا الجوية
- ويست جت إيرلاينز  [لغات أخرى]‏[25]

### الاتفاقيات المشتركة
أبرمت شركة فيرجن أتلانتيك اتفاقيات مشتركة مع شركات الطيران التالية:
- طيران إيجيان
- أير لينغس
- طيران الهند
- إير لينك
- طيران مالطا
- طيران صربيا
- طيران بلغاريا
- الخطوط الجوية البريطانية
- Caribbean Airlines
- خطوط هاواي الجوية
- خطوط هونغ كونغ الجوية
- طيران آيسلندا
- إيتا (شركة طيران)
- الخطوط الجوية الكينية
- الخطوط الجوية الإسكندنافية
- تاب برتغال
- تاروم
- الخطوط الجوية التركية
- فيستارا